# Sergio Selva
Sergio Selva (Roma, 1919 – Roma, 1980) è stato un pittore e mosaicista italiano, figlio dello scultore triestino Attilio Selva.

## Biografia
Nasce a Roma dallo scultore triestino Attilio Selva e dall'anticolana Natalina Toppi. Trascorre l'infanzia tra Roma ed Anticoli Corrado, paese in cui vive per lunghi periodi. Partecipa attivamente alla vita artistica e culturale romana a lui contemporanea, coltivando relazioni ed amicizie con artisti di primo piano del suo tempo, tra cui Pericle Fazzini, Giulio Turcato e Marcello Avenali. Sergio Selva fa parte dell'ultima generazione di pittori che hanno operato ad Anticoli Corrado, tra cui Enrico Gaudenzi e Rafael Alberti, rinverdendo la tradizione storicamente consolidata della colonia di artisti illustri, che fin dall'inizio del secolo scorso aveva reso il borgo laziale un polo di attrazione per i pittori di tutto il mondo. Comincia ad esporre le sue opere giovanissimo nel 1934, prendendo parte a tutte le mostre sindacali ed interregionali, a molteplici edizioni di vari premi artistici, in Italia e all'estero. Espone quattro volte alla Biennale di Venezia (dal 1936 al 1956) e quattro volte alla Quadriennale di Roma (dal 1935 al 1972). Perfeziona la tecnica dell'affresco e dal 1950 si dedica attivamente al mosaico, risultando vincitore di concorsi nazionali per opere musive in edifici pubblici. Suoi lavori si trovano a Roma, Capua, Genova, Civitavecchia, Ancona Catanzaro, Ausonia, Aielli, L'Aquila, Tropea, Ischia e all'estero in Usa, in Australia ed in Oman. Insegna figura disegnata nei Licei Artistici Statali di Roma dal 1965, nel suo ultimo anno di insegnamento presta servizio presso il I Liceo Artistico di Roma, in Via Ripetta.
Eseguì  numerosi mosaici per importanti edifici quali, tra gli altri, la Basilica dei Santi Pietro e Paolo all'Eur di Roma.
La sua attività di pittore è invece documentata in collezioni di importanti musei pubblici come il Museo Revoltella di Trieste e il Civico Museo d'Arte Moderna e Contemporanea di Anticoli Corrado (Roma).
Muore a Roma il 25 maggio del 1980 ed è sepolto nel Cimitero di Anticoli Corrado.

## Mostre
- 1934: Quarta Mostra del Sindacato Fascista Belle Arti del Lazio (Paesaggio; Fiori; Paesaggio, bis)
- 1935: II Quadriennale Nazionale d'Arte di Roma (Studio)
- 1936: XX Biennale Internazionale d'Arte di Venezia (Ritratto di bambina)
- 1938: XXI Biennale Internazionale d'Arte di Venezia (Paesaggio)
- 1939: III Quadriennale Nazionale d'Arte di Roma (Zingara); partecipa al premio Carnegie a Pittsburgh; espone in una mostra personale a Trieste
- 1940: XXII Biennale Internazionale d'Arte di Venezia (Legionari a riposo). Risulta vincitore di concorso nazionale per un affresco del salone d'onore alla Biennale di Venezia
- 1943: Personale alla Galleria d'Arte V. XX Settembre di Trieste
- 1946: Personale alla Galleria d'Arte “Il Cortile” di Roma
- 1950: Personale a Malmö (Svezia); partecipa alla Mostra Internazionale d'Arte Sacra a Roma
- 1956: XXVIII Biennale Internazionale d'Arte di Venezia (Pastori e buoi, Pastori e cavaliere, Pastori e cavalli)
- 1957: Personale alla Galleria del Vantaggio a Roma, presentato in catalogo da Pericle Fazzini
- 1958: Personale alla Galleria del Ponte a Napoli, dove espone un aspetto della ricerca condotta tra il 1948 e il 1958, è presentato in catalogo da Giuseppe Sciortino
- 1959/60: VIII Quadriennale Nazionale d'Arte di Roma (Composizione 1, Composizione 2)
- 1961: Personale alla Galleria d'Arte Russo di Roma, presentato in catalogo da un saggio critico di Fortunato Bellonzi; partecipa alla I Mostra Internazionale d'Arte Sacra Contemporanea a Trieste e alla Mostra “Le donne nel Vangelo” alla Galleria d'Arte Sacra l'Agostiniana di Roma
- 1963: Espone cinque opere alla IV Rassegna di Arti Figurative di Roma e del Lazio
- 1965: Personale presso la Galleria dell'E.P.T. A Frosinone
- 1966: Vince il concorso nazionale per la realizzazione di un grande arazzo da collocarsi sullo scalone d'onore del Ministero Affari Esteri, la Farnesina a Roma
- 1967: Personale alla Sala Comunale d'Arte a Trieste, personale alla Galleria Borgo di Catania; partecipa alla Mostra d'Arte Sacra  “La Pentecoste” alla Sala della Protomoteca in Campidoglio a Roma, partecipa alla III Biennale Internazionale de la Tapisserie a Losanna (Svizzera)
- 1968: Espone in una sala personale alla Mostra del Cinquantenario dell'annessione di Trieste all'Italia nel Palazzo delle Esposizioni di Roma
- 1970: Personale alla Galleria “La Borgognona” di Roma; personale alla Galleria “Gian Ferrari” di Milano, commento di Dino Buzzati  (08/05/1970 dal Corriere della Sera)
- 1971: Partecipa alla Mostra di Artisti Italiani a Tokyo
- 1972: X Quadriennale Nazionale d'Arte di Roma, invitato con sette opere
- 1976: Personale alla Galleria “La Barcaccia” di Roma, presentando in particolare una selezione di disegni e collage
- 1980: Espone alla Galleria d'arte “Porto di Ripetta” di Roma con lo scultore-amico Giuseppe Niglia
- 1984: Un'opera è presentata nella Mostra d'arte “Artisti nella scuola”, I Mostra simbolica dell'Accademia di Belle Arti di Ripetta e del primo Liceo Artistico di Roma nell'ambito del Premio Villa D'Este di Tivoli, 1983

## Opere di decorazione in affresco, mosaico, vetro
- 1942 Decorazione della Pala d'Altare della Cappella Monumentale dell'Arciconfraternita dei Trapassati al Verano di Roma.
- 1946 Affreschi nell'abside della Chiesa di San Giuseppe (già chiesa di Sant'Adolfo) ad Aielli (AQ).
- 1950 ca Affreschi nella Sala del Consiglio del Comune di Cassino, realizzati in collaborazione con E. Gaudenzi, mosaico alle Fonti delle Terme di Recoaro (VI) , Fonte Lelia.
- 1953 Affreschi nel Santuario di S.Maria del Piano ad Ausonia (FR).
- 1954 Cartoni per il mosaico parietale della Basilica di Santa Maria Regina degli Apostoli alla Montagnola, Roma, in collaborazione con E. Gaudenzi.
- 1958 Mosaico nell'Aula Magna dell'Istituto G. Baccelli a Civitavecchia (vincitore di concorso nazionale).
- 1959 Mosaico nella cupola e negli archi intorno all'altare della Chiesa di S. Girolamo ad Ischia.
- 1959/60 Mosaico nell'atrio del Liceo G, D.Cassini a Genova (vincitore di concorso nazionale): mosaico del Frontone del Palazzo della Provincia di Catanzaro (vincitore di concorso nazionale), mosaico del grande pavimento delle Piscine Olimpioniche dello Stadio dei Marmi a Roma.
- 1960 Mosaico della Pala d'altare nella Cappella dell'Istituto di Rieducazione Minorile di Casal del Marmo a Roma (vincitore di concorso nazionale).
- 1964 Mosaico nella cupola del Battistero nella Basilica dei SS:Pietro e Paolo all'EUR a Roma; mosaico dell'abside nella Chiesa di Santa Maria Consolatrice a Casal Bertone a Roma.
- 1965 Mosaico nella Scuola Media Ettore Fieramosca di Capua (vincitore di concorso nazionale).
- 1965 ca Mosaico nell'Istituto Giacomo Leopardi di Ancona (vincitore di concorso nazionale).
- 1966 Mosaico della Pala d'Altare nella Basilica dei Santi Pietro e Paolo all'EUR, Roma, che incastona il Cristo Trionfatore del padre Attilio.
- 1968 Mosaico della parete di fondo dell'Aula di Corte d'Assise del Nuovo Palazzo di Giustizia dell'Aquila (vincitore di concorso nazionale).
- 1969 Mosaico del pavimento d'ingresso dei corpi C e D della Nuova Direzione Generale dei Monopoli di Stato a Roma (vincitore di concorso nazionale); mosaico nell'atrio principale dell'ingresso presso il Nuovo Ospedale Civile di S.Chiara di Trento (vincitore di concorso nazionale).
- 1972 Mosaico nella Scuola Media di Valstagna (VI), (vincitore di concorso nazionale). vetrate artistiche della Chiesa del Nuovo Ospedale Generale di Cremona (vincitore di concorso nazionale).
- 1974 Mosaico presso la Suola Aldo Manuzio di Roma (vincitore di concorso nazionale) e presso la Scuola Media Francesco Severi di Roma (vincitore di concorso nazionale).
- 1974/5 ca Mosaico nel Carcere Giudiziario di Rebibbia a Roma.
- 1978 Mosaico parietale nel salone principale della Banca Centrale dell'Oman a Muscat, Oman.